# 卵叶带唇兰
卵叶带唇兰（学名：Tainia ovifolia）为兰科带唇兰属下的一个种。

## 扩展阅读
- 維基物種上的相關：卵叶带唇兰